# Florian Kienast
Florian Kienast ist ein deutscher Journalist und Moderator.

## Leben und Karriere
Kienast wuchs im Altmühltal auf. Er machte sein Abitur in Eichstätt. Erste journalistische Erfahrungen sammelte er beim Donaukurier. Er studierte in Bamberg Germanistik, Journalistik und Politikwissenschaften. Anschließend machte er ein Volontariat beim Bayerischen Rundfunk. Er arbeitete als Filmautor bei Quer, Unser Land und Unkraut-Das Umweltmagazin. Anschließend war er drei Jahre Redakteur bei der Abendschau. Unser Land, Unkraut-Das Umweltmagazin und die Abendschau moderiert er mittlerweile auch.

## Filmographie (Auswahl)
- 2010: Quer ... durch die Woche
- seit 2021: Unser Land
- seit 2022: Unkraut-Das Umweltmagazin